# Alvaro Načinović
Alvaro Načinović, född den 22 mars 1966 i Rijeka, Kroatien, är en kroatisk handbollsspelare.
Han tog OS-guld i herrarnas turnering i samband med de olympiska handbollstävlingarna 1988 i Seoul för Jugoslavien.
Han tog även OS-guld i herrarnas turnering i samband med de olympiska handbollstävlingarna 1996 i Atlanta för Kroatien.